# Extensionalidade
Em lógica ou linguística, o conceito de extensionalidade se refere à definição da identidade entre objetos ou vocábulos distintos pelo fato de eles apresentarem as mesmas propriedades externas.
É o oposto do conceito de intensionalidade, que denota preocupação com as propriedades internas dos objetos, como os detalhes da sua descrição, a fim de estabelecer se são iguais (não confundir intensionalidade com a palavra homófona da língua portuguesa intencionalidade, que se refere à característica atribuída aos atos de consciência.

## Exemplo
Considere 2 funções f e g mapeadas dos números naturais para os números naturais, definidas a seguir :
- Para achar f(n), primeiro some n com 5 e depois multiplique por 2.
- Para achar g(n), primeiro multiplique n por 2 e depois some 10.

Essas funções são iguais em relação à extensionalidade, pois dada  a mesma entrada, as duas funções produzem o mesmo valor. Porém, as definições das funções não são as mesmas, sendo assim, em relação a intensionalidade, as funções não são as mesmas.
Da mesma forma, na linguagem natural existem vários predicados (relações) que são intensionalmente diferentes porém extensionalmente iguais. Por exemplo, suponha que uma cidade possui uma pessoa chamada Joe, que também é a pessoa mais velha da cidade. Depois, os dois predicados "possui uma pessoa chamada Joe" e "é a pessoa mais velha" são intesionalmente distintos, mas extensionalmente iguais a "Joe" nessa "cidade" citada. 